# Diane Young
«Diane Young» es la canción de la banda estadounidense de indie rock Vampire Weekend. Fue lanzado el 20 de abril de 2013 como el primer sencillo de su tercer álbum Modern Vampires of the City. Alcanzó el número 11 del Alternative Songs de los Estados Unidos y el número 50 en el Reino Unido.

## Video musical
El video musical fue dirigido por Primo Kahn e incluye cameos de varios artistas como Santigold, Chromeo, Sky Ferreira, Despot, Dave Longstreth de Dirty Projectors y Hamilton Leithauser de The Walkmen.

## Posicionamiento
| Lista (2013)                              | Mejor posición |
| ----------------------------------------- | -------------- |
| Estados Unidos (Bubbling Under Hot 100)   | 19             |
| Estados Unidos (Alternative Songs)        | 11             |
| Estados Unidos (Rock Songs)               | 17             |
| Japón (Japan Hot 100)                     | 37             |
| Reino Unido (The Official Charts Company) | 50             |